# 巴西牙鮃
巴西牙鮃為輻鰭魚綱鰈形目鰈亞目牙鮃科的其中一種，為亞熱帶海水魚，分布於西南大西洋巴西海域及半鹹水域，棲息深度0-40公尺，體長可達100公分，棲息在沙泥底質海灣、河口區，其生活習性不明，可作為食用魚及遊釣魚。

## 扩展阅读
維基物種上的相關：巴西牙鮃